# Le Clan des Siciliens
Pour plus de détails, voir Fiche technique et Distribution.
Le Clan des Siciliens est un film français co-écrit, produit et réalisé par Henri Verneuil et sorti en 1969. 
Adaptation du roman du même nom d'Auguste Le Breton, paru en 1967, scénarisée par Verneuil avec José Giovanni et Pierre Pelegri, le long-métrage, qui met en vedette Jean Gabin, Alain Delon et Lino Ventura, narre l'histoire d'un jeune truand récemment évadé qui s'associe avec le chef d'une famille mafieuse sicilienne afin de mettre en place un audacieux vol de bijoux, tout en étant poursuivi par un commissaire de police tenace avec lequel il a déjà eu maille à partir. 
Produit par la 20th Century Fox et doté d'un budget confortable, le film réunit pour la première et unique fois Gabin, Delon et Ventura sur une affiche, bien qu'ayant déjà tourné avec l'un ou l'autre sur d'autres films, notamment sous la direction de Verneuil, ce qui constitue un événement. La musique est signée par Ennio Morricone.
Tourné sur quatre mois entre mars et juillet 1969 essentiellement en France, avec des scènes en Italie et aux États-Unis, le film sort dans les salles françaises en décembre de la même année et remporte un succès important avec 4,8 millions d'entrées, lui permettant de se hisser à la troisième place du box-office français. Il est considéré comme un des grands classiques du polar français.

## Synopsis

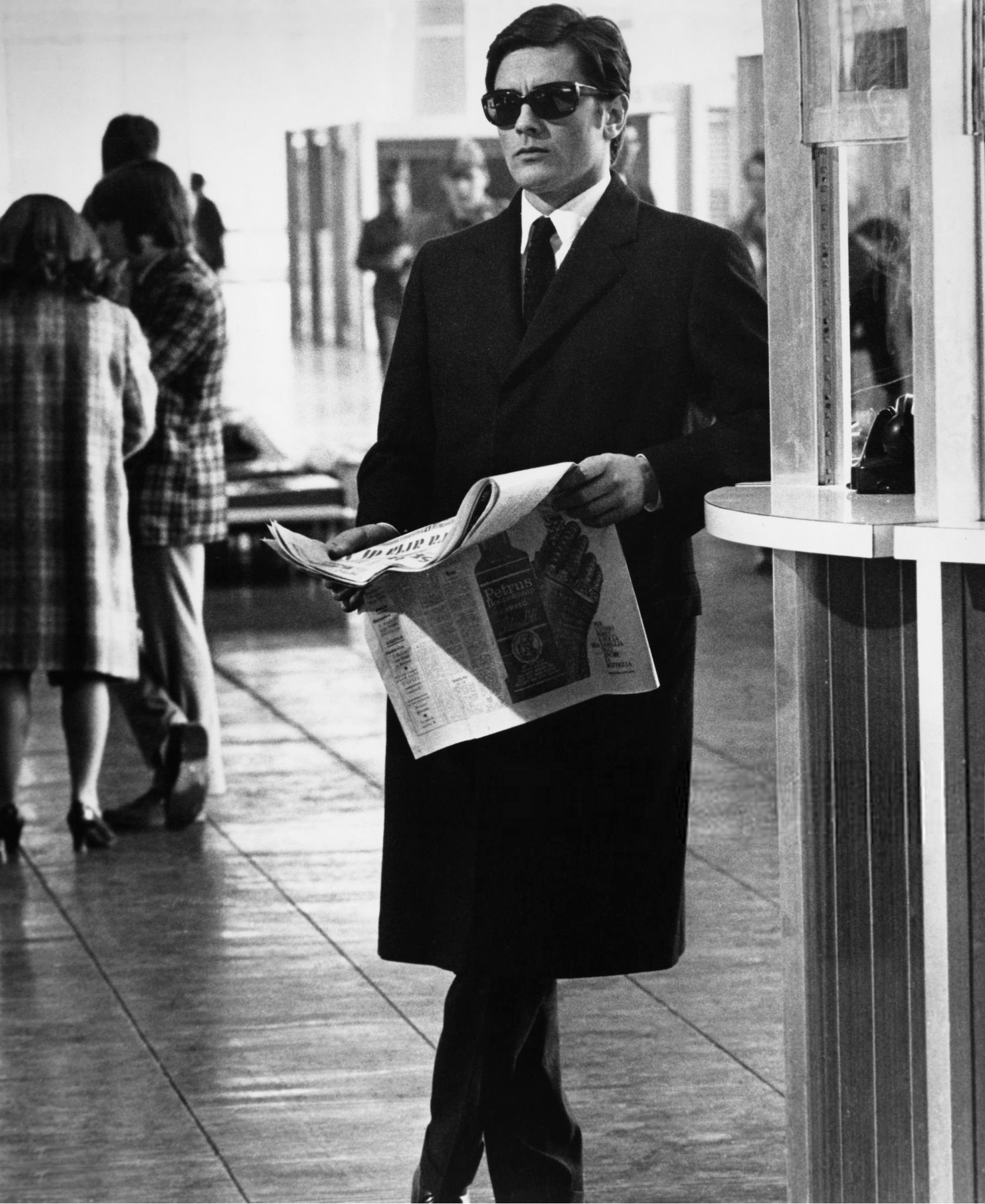
Le criminel Roger Sartet, incarné par Alain Delon, devient dans sa cavale l'associé du « clan des Siciliens », la famille Manalese.

À Paris, Roger Sartet, voleur de bijoux incarcéré pour avoir abattu deux policiers, est emmené au Palais de Justice pour entendre le récapitulatif du juge d'instruction. Auparavant, Aldo et Sergio Manalese, membres d'une famille mafieuse sicilienne dirigée par Vittorio Manalese, le patriarche, se font passer pour un gendarme et un prisonnier afin de glisser discrètement une petite scie à métaux, électrique et portative, dans la poche du manteau de Sartet.
Après son audition, Sartet remonte dans le fourgon cellulaire qui le conduit vers la prison de Fresnes. Durant le trajet, le malfrat découpe le plancher en métal de son compartiment et parvient à s'en échapper, au nez et à la barbe des gendarmes, grâce à une diversion d'autres membres du clan Manalese ayant provoqué un embouteillage, ce qui déclenche la colère du commissaire Le Goff, qui l'avait traqué à la suite d'un cambriolage au cours duquel ses deux collègues ont été tués.
Après l'évasion, Monique, la sœur de Sartet remet à Aldo un paquet contenant des timbres de grande valeur pour le travail effectué. Le fugitif est emmené chez les Manalese, en bordure du canal Saint-Martin et rencontre Vittorio. Sartet lui parle d'un coup : voler une collection de bijoux exposée à la Galerie Borghèse de Rome. En effet, Sartet a partagé la cellule de l'ingénieur impliqué dans la création du système de sécurité des lieux, avec lequel il s'est lié d'amitié et qui lui a donné les détails de l'exposition.
Pour mettre au point ce plan, Vittorio fait appel à un vieil ami et complice new-yorkais, Tony Nicosia. Tony retrouve Vittorio à Rome et le duo visite les lieux. Tony fait comprendre à Vittorio que le casse est infaisable dans la Galerie et propose un autre moyen de dérober les bijoux : ils vont voler le butin durant le transfert de la collection en avion vers New York. Pour ce faire, Nicosia envoie un de ses sbires, Jack, pilote d'avion porté sur la boisson.
Au même moment, Le Goff entame la traque de Sartet, qui a échappé de peu à son arrestation dans une chambre d'hôtel avec une prostituée par le commissaire et ses hommes. Devinant que le fugitif a besoin de faux papiers pour quitter le pays, il mène une enquête qui va le mener jusqu'aux Manalese et à leur entreprise de jeux d'arcade qui sert de couverture à leurs activités illégales. Tandis que Le Goff interroge Vittorio, Sartet quitte les lieux en voiture avec Aldo.
Jeanne, la femme d'Aldo et la seule Française du clan, est de plus en plus attirée par Sartet. Installée avec lui pour la préparation du casse dans une maison près de la frontière italienne, Jeanne aguiche ce dernier en bronzant nue. Sartet s'approche de Jeanne et l'embrasse fougueusement, quand Roberto, petit-fils de Vittorio et fils de Luigi, gendre de Vittorio, les surprend. Jeanne lui fait promettre de ne rien dire à ce sujet.
À Rome, Sartet supprime probablement Edward Evans (le sort de Mr Evans n'est pas précisé dans le film)  , assureur chargé du convoi des diamants et prend son identité avant de rejoindre les autres officiels accompagnant les diamants sur un vol régulier à destination de New York via Paris, dans lequel Jack, Jeanne, Vittorio et ses fils figurent également parmi les passagers. Quand la femme d'Evans arrive à l'aéroport à la recherche de son mari, risquant de déjouer tous les plans mafieux, Vittorio l'appelle de l'aéroport et lui fait croire que son mari est toujours à Rome et que son vol est reporté au lendemain.
Après avoir tenté de contacter l'hôtel de son mari à Rome et appris qu'il était parti, Mme Evans se rend à la police et identifie formellement Sartet comme l'un des hommes qu'elle a vus dans l'avion lors de son escale à l'aéroport de Paris.
Pendant ce temps, l'avion est en train de redescendre vers New York lorsque le gang le détourne, tenant son équipage sous la menace d'un revolver, tandis que Jack prend la place du copilote. Avertie de l'arrivée imminente de Sartet aux États-Unis, la police locale se rend à l'aéroport, tandis que l'avion atterrit sur une portion d'autoroute en travaux où l'attendent Tony Nicosia et ses hommes. Ces derniers s'emparent de la précieuse cargaison de l'avion avant de se séparer. Jack part pour le Canada et les Manalese retournent à Paris. Dans l'intention de s'installer à Veracruz, Sartet se cache à New York en attendant sa part du butin.
De retour chez eux, les Manalese regardent un soir un film à la télévision qui comprend la scène d'un couple s'embrassant sur une plage. En voyant la scène à l'écran, Roberto parle, devant Vittorio et les membres de la famille Manalese, de la ressemblance de la scène avec ce qu'il a vu entre Sartet et Jeanne. Celle-ci nie les faits racontés par le garçon et tente de convaincre sa belle-famille qu'il ment, en vain. Avec la complicité de Tony Nicosia, prétextant que la part de butin qui lui est due est en France, les Manalese attirent Sartet à Paris. Jeanne appelle Monique pour l'avertir du piège. Monique l'attend à l'aéroport tout comme Aldo, Sergio et Luigi. Le Goff, grâce aux écoutes téléphoniques sur le lieu de travail de Monique, s'y rend également et fait arrêter les trois hommes du clan. Sartet, sentant le coup fourré, a embarqué sur un vol précédent.
Sartet contacte Vittorio pour récupérer sa part dans le butin des bijoux, et le patriarche accepte de le rencontrer. Accompagné de Jeanne, Vittorio se rend sur un terrain vague en dehors de la ville pour rencontrer Sartet. Après lui avoir jeté aux pieds une sacoche contenant sa part du butin en liquide, Vittorio tue Jeanne puis Sartet de plusieurs balles de revolver. Vittorio rentre chez lui après avoir laissé derrière lui les deux corps, ainsi que l'argent de Sartet destiné à la police. Il rentre chez lui et trouve Le Goff qui l'attend tranquillement en jouant sur un flipper dans l'atelier. Après un court échange sur le mode le plus courtois, Vittorio suit Le Goff sans la moindre forme de résistance, totalement résigné. Le petit Roberto demande à son grand-père : « Papi ! Tu ne dînes pas avec moi ce soir ? », ce à  quoi Vittorio répond : « Non, pas ce soir. »

## Fiche technique

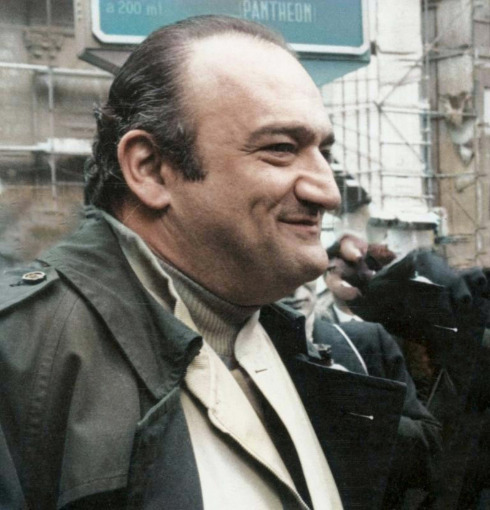
Henri Verneuil en 1969, dirigeant le tournage du film, à Rome.

- Titre original français : Le Clan des Siciliens
- Titre italien : Il clan dei siciliani
- Réalisation : Henri Verneuil
- Scénario : Henri Verneuil, José Giovanni et Pierre Pelegri, d'après le roman d'Auguste Le Breton.
- Dialogues : José Giovanni
- Assistants réalisateur : Marc Grunebaum et Bernard Stora
- Photographie : Henri Decaë
- Opérateur caméra : Charles-Henri Montel, assisté de François Lauliac
- Assistant caméra : Jean-Paul Cornu
- Son : Jean Rieul, assisté de Vartan Karakeusian
- Perchman : Marcel Corvaisier
- Décors : Jacques Saulnier, assisté de Georges Glon et Jean-Jacques Caziot
- Montage : Pierre Gillette, assisté de Florence Aymond et Annie Vital
- Musique : Ennio Morricone, orchestre sous la direction de Bruno Nicolai (éditions Fox-Europa), chanson titre interprétée par Dalida
- Costumes : Hélène Nourry
- Habilleur : Charles Mérangel
- Coiffures : Simone Knapp
- Script-girl : Lucile Costa
- Maquillage : Michel Deruelle et Yvonne Gasperina
- Photographes de plateau : Victor Rodrigue, Vincent Rossell (non crédité)[2]
- Accessoiriste : René Albouze
- Régisseur général : Gérard Crosnier et Francis Peltier
- Régisseur extérieur : Jean-Pierre Nossereau
- Électricien : René Limat
- Casting : Evelyne Jay
- Cascades : Yvan Chiffre (non crédité)
- Générique : CTR
- Pellicule 35 mm, couleur par Eastmancolor, procédé Panavision, ratio 2,35:1
- Enregistrement Westrex 1135 SNEC, auditorium Paris Studio Cinéma
- Tirage : Laboratoire LTC Saint-Cloud
- Tournage : dans les studios de Saint-Maurice « Franstudio » et sur l'aéroport d'Orly et l'aéroport du Bourget pour les scènes sur le tarmac où est stationné l'avion
- Production : Les Films du siècle, Europa Films
- Distribution : 20th Century Fox
- Chef de production : Henri Verneuil et Jacques-Éric Strauss
- Directeur de production : Jacques Juranville et Louis Trinquet
- Producteur exécutif : Jacques-Éric Strauss
- Assistants production : Jean-Jacques Caziot, Georges Glon et Gérard Viard
- Langue : français, italien et anglais
- Genre : drame et action
- Durée montage français : 125 minutes
- Durée montage américain : 118 minutes
- Budget : 15 millions de francs[3]
- Dates de tournage : du 24 mars au 5 juillet 1969
- Date de sortie : 5 décembre 1969
- Affiche : René Ferracci (France)

## Distribution
- Jean Gabin : Vittorio Manalese, le chef et patriarche du clan
- Alain Delon : Roger Sartet, voleur
- Lino Ventura : le commissaire Alain Le Goff
- Irina Demick : Jeanne Manalese, la femme d'Aldo
- Yves Lefebvre : Aldo Manalese, le fils aîné de Vittorio
- Marc Porel : Sergio Manalese, le fils cadet de Vittorio
- Elisa Cegani : Maria Manalese, l'épouse de Vittorio
- Amedeo Nazzari : Tony Nicosia, le vieil associé de Vittorio
- Danielle Volle : Monique Sartet, la sœur de Roger
- Philippe Baronnet : Luigi, le gendre de Vittorio, mari de Teresa
- César Chauveau : Roberto (non crédité)
- Karen Blanguernon : Teresa, la fille de Vittorio
- Sydney Chaplin : Jack
- Gérard Buhr : un inspecteur
- Raoul Delfosse : Léoni
- Edward Meeks : le commandant de bord
- Sally Nesbitt : Mme Evans
- André Thorent : l'inspecteur Bourdier
- André Pousse : G. Malik, le photographe
- Jacques Duby : Raymond Rovel
- Yves Brainville : le juge d'instruction
- Christian de Tillière : Jean-Marie Balard
- Leopoldo Trieste : Turi, l'expert en timbres
- Sabine Sun : Simone, une prostituée
- Roger Lumont : M. Albert, le gérant de l'hôtel
- Steve Eckhardt : l'inspecteur Wilson
- Philippe Valauris : l'inspecteur Gassot
- Jean Juillard : un inspecteur
- Bernard Woringer : un inspecteur
- Catherine Watteau : l'hôtesse à l'aéroport
- Bernard Musson : le gardien du fourgon cellulaire
- Dominique Delpierre : l'hôtesse de l'air
- Rudy Lenoir : le gendarme chez le juge d'instruction
- Michel Charrel : un gardien de prison
- Jack Léonard : le truand aux billets d'avion
- Maurice Auzel : un policier dans l'avion
- Yvan Chiffre : un inspecteur
- Lionel Vitrant : le passager dans l'avion qui drague Jeanne
- Claude Salez : le gardien du Boeing
- Marc Arian : un passager
- Arch Taylor : un aiguilleur du ciel à l'aéroport LaGuardia
- Jack Marbeuf : un passager à Orly

- Raymond Pierson : un passager à Orly
- René Marchal  : un passager à Orly
- Roland Malet : un passant au drugstore
- Jean-Pierre Zola : M. Wallach, le diamantaire
- Alice Arno : un modèle chez Malik

## Production
Le tournage est réalisé en deux langues, exigence contractuelle imposée par la Fox. Ce phénomène de double tournage en français et en anglais concerne, au tournant des années 1970, plusieurs autres superproductions françaises parfois financées par des capitaux américains, dont Les Grandes Vacances en 1967, Le Cerveau en 1968, Le Casse en 1971, Le Cercle rouge en 1970 et Un flic en 1972. Le public américain rejetant le doublage, les distributeurs bénéficient ainsi d'une version directement dans la langue ou, au moins, d'images où le mouvement des lèvres des comédiens permet de réaliser plus discrètement une postsynchronisation en anglais. Si Gabin et Delon maîtrisent l'anglais, ce n’est pas le cas de Ventura. Finalement, tous les dialogues sont doublés par des comédiens américains, à l’exception de Delon, qui conserve sa propre voix.

### Lieux de tournage
- 64, quai de Jemmapes à Paris : atelier et appartement des Manalese.
- Le passage Delanos à Paris (10e) : Delon s'enfuit par la fenêtre.
- Devant le palais de justice de Paris[7], boulevard du Palais (Paris 4e) et café se trouvant angle de ce boulevard et de la rue de Lutèce. Le quai des Grands-Augustins (Paris 6e) est également visible.
- 25, rue d'Alsace, à proximité de l'escalier : arrivée des policiers avec Lino Ventura à leur tête et poursuite de la fuite de Delon vers la gare de l'Est.
- L’aqueduc, 2, rue Paul-Bert à Arcueil. Delon s'échappe par le plancher du fourgon Delahaye.
- La galerie Borghèse, à Rome (Italie).
- L’aéroport LaGuardia, à New York (États-Unis).
- L’aéroport du Bourget (l'avion de la compagnie imaginaire United Overseas Airlines est en réalité un Douglas DC-8-33 immatriculé F-BJLA de la compagnie UTA), aéroport d'Orly pour la façade.
- Près de la passerelle industrielle d'Ivry-Charenton, au niveau du 38 quai des Carrières, à Charenton-le-Pont
- À l'est d'Agay (Var) : scène de plage entre Delon et Irina Demick. La villa en question est une location demandée par J. Gabin et censée se trouver à Menton (soit le plus près possible de la frontière avec l'Italie) alors qu'elle se trouve en réalité dans le Var sur la route côtière menant à Théoule-sur-Mer.
- La scène de l'avion sur l'autoroute a été filmée sur l'aéroport de Châteauroux-Déols dans l'Indre[8].
- Le 3, rue Bellini à Puteaux (près du quartier de La Défense) : scènes du drugstore où travaille la sœur de Roger Sartet.
- Lorsque l'avion détourné survole New York en approche, on peut apercevoir à gauche le paquebot France qui est à quai. Il est reconnaissable grâce à ses cheminées rouges.

## Accueil
Le Clan des Siciliens sort en salles en France le 5 décembre 1969. La campagne de promotion s'appuie sur la présence des trois vedettes et le film est projeté simultanément dans neuf salles parisiennes, événement rare pour un film français.

### Box-office
Le film est immédiatement un succès puisqu'il se classe directement en tête du box-office parisien avec 104 287 entrées enregistrées dans les sept salles qui diffusent le long-métrage. Le film reste en tête durant les deux semaines suivantes avec 177 940 entrées supplémentaires, portant le cumul à 282 227 entrées. De la quatrième à la cinquième semaine, face à une reprise de Bambi des studios Disney, il chute en seconde position du box-office avec 194 097 entrées, portant le total à 476 324 entrées avant de revenir en tête pour une seule semaine durant la première semaine de janvier 1970 (soit la sixième semaine), avec 61 995 entrées, portant le total à 538 919 entrées,. Finalement, le film est un succès dans la capitale avec 1 437 435 entrées à Paris, dont 380 446 en banlieue. Dans le reste de la France, le film est également un triomphe, puisque avec 3 387 150 entrées, il porte le total du film à 4 821 585 entrées. Avec ce succès, Alain Delon s'impose un peu plus comme figure du film policier.
En Espagne, il totalise 992 881 entrées. En revanche, bien que Le Clan des Siciliens ait réussi à conquérir l'Europe, ce n'est pas le cas aux États-Unis, où il est distribué en salles dans la ville de New York le 29 mars 1970, car il n'a réussi qu'à engranger trois millions de dollars,, dont un million de dollars en location (« rentals »), ce qui n'est pas un succès.

## Autour du film